# Monilophyta
Véase también Pteridophyta (plantas vasculares sin semilla)
Monilophyta o Polypodiophyta es un clado (grupo monofilético) de plantas vasculares que comprende a los helechos (pteridófitos con megafilos o Pterophyta) y las familias Psilotaceae y Equisetaceae. Le debe su nombre a que en un corte transversal del tallo ("estela"), se encuentran lóbulos de protoxilema que recuerdan a un collar, el nombre fue propuesto por primera vez por Kenrick y Crane en 1997 bajo el nombre "Infradivisión Moniloformopses", hoy en día se prefiere el nombre Monilophyta. También se ha sugerido Polypodiophytina como un subfilo de Tracheophyta (Ruggiero et al. 2015).

## Morfología de monilofitas
Al ser el clado Monilophyta recientemente consensuado, aún no han sido revisados muchos de los caracteres morfológicos del grupo, que necesitan una reinterpretación a la luz de la nueva filogenia. Genéticamente el grupo se caracteriza por tener una inserción de 9 nucleótidos en el gen plastídico rps4. Los caracteres morfológicos en los que difieren del resto de las plantas vasculares que hoy en día están aceptados son los siguientes:
- lóbulos de protoxilema en forma de collar ("protoxilema mesarco", carácter que les dio el nombre y que hizo que fueran propuestos por primera vez como grupo monofilético, Kenrick y Crane 1997).
- pseudoendosporas
- tapete plasmodial
- raíces adventicias originadas lateralmente en la endodermis
- espermatozoides  multiciliados, con 30-1000 cilios o flagelos

Para más caracteres morfológicos ver Renzaglia et al. 2000, y Schneider et al. 2002a.
Para una descripción más básica de la morfología del taxón ver Pteridophyta.

## Filogenia
Introducción teórica en Filogenia
Junto con Lycophyta, las monilophytas forman el grupo parafilético "Pteridophyta", antigua división que agrupa a los llamados "helechos y afines". Hoy en día luego de robustos análisis genéticos, se decidió dividir a las plantas vasculares en Lycophyta y Euphyllophyta ("plantas con hojas verdaderas"), y dentro de Euphyllophyta se encuentran las divisiones Monilophyta y Lignophyta (el único clado de Lignophyta que actualmente vive es Spermatophyta).
Según los análisis genéticos más actualizados entre las monilofitas vivientes y su probable relación con las extintas, la filogenia es la siguiente:
|  | Ophioglossidae                                               |
|  |                                                              |
|  | \| \| Marattiidae \| \| \| \| \| \| Polypodiidae \| \| \| \| |
|  |                                                              |
|  | Marattiidae                                                  |
|  |                                                              |
|  | Polypodiidae                                                 |
|  |                                                              |

|  | Marattiidae  |
|  |              |
|  | Polypodiidae |
|  |              |

|  | Ophioglossidae                                               |
|  |                                                              |
|  | \| \| Marattiidae \| \| \| \| \| \| Polypodiidae \| \| \| \| |
|  |                                                              |
|  | Marattiidae                                                  |
|  |                                                              |
|  | Polypodiidae                                                 |
|  |                                                              |

|  | Marattiidae  |
|  |              |
|  | Polypodiidae |
|  |              |

|  | Ophioglossidae                                               |
|  |                                                              |
|  | \| \| Marattiidae \| \| \| \| \| \| Polypodiidae \| \| \| \| |
|  |                                                              |
|  | Marattiidae                                                  |
|  |                                                              |
|  | Polypodiidae                                                 |
|  |                                                              |

|  | Marattiidae  |
|  |              |
|  | Polypodiidae |
|  |              |

|  | Ophioglossidae                                               |
|  |                                                              |
|  | \| \| Marattiidae \| \| \| \| \| \| Polypodiidae \| \| \| \| |
|  |                                                              |
|  | Marattiidae                                                  |
|  |                                                              |
|  | Polypodiidae                                                 |
|  |                                                              |

|  | Marattiidae  |
|  |              |
|  | Polypodiidae |
|  |              |

Estudios anteriores dieron los siguientes resultados:
|  |

### Sistemática de monilofitas
Introducción teórica en Taxonomía
Una de las últimas revisiones es la de Christenhusz et al. 2011 (basada en Smith et al. 2006, 2008); que también provee una secuencia lineal de las licofitas y monilofitas.
El sistema de clasificación del 2006 fue propuesto por Smith et al. a la luz de los recientes avances en filogenia de monilofitas. Es una clasificación filogenética y no morfológica, por lo que en algunos nodos es todavía difícil decir cuáles son los caracteres morfológicos que caracterizan a cada clado. Muchos de sus nodos ya están consensuados como filogenéticos, principalmente en lo que respecta a los eusporangiados y los nodos basales de los leptosporangiados. Reconocen que aún falta investigación especialmente al nivel de género. Si bien los géneros seguirán mutando debido a eso, la clasificación hasta nivel de familia ya puede ser considerada filogenética.
|  |

La clasificación hasta orden es la siguiente:
Monilophyta ("helechos")
Equisetopsida o Equisetidae
Equisetales (familia 4)
Psilotopsida o Ophioglossidae
Ophioglossales (familia 5)
Psilotales (familia 6)
Marattiopsida o Marattiidae
Marattiales (familia 7)
Polypodiopsida o Polypodiidae ("helechos leptosporangiados") familias 8 a 48
Osmundales (familia 8)
Hymenophyllales (familia 9)
Gleicheniales (familias 10 a 12)
Schizaeales (familias 13 a 15)
"Núcleo de los leptosporangiados": Salviniales + Cyatheales + Polypodiales
Salviniales ("helechos acuáticos", "helechos heterospóricos") (familias 16 y 17)
Cyatheales (familias 18 a 25)
Polypodiales ("polypods") (familias 26 a 48)
"Eupolypodiales" (I y II):
"Eupolypodiales II" (Aspleniaceae + Woodsiaceae + Thelypteridaceae + Blechnaceae + Onocleaceae)
"Eupolypodiales I" (Dryopteridaceae + Lomariopsidaceae + Tectariaceae + Oleandraceae + Davalliaceae + Polypodiaceae)
Algunos autores están en desacuerdo en hacer una clasificación filogenética en detrimento de una morfológica, los autores de esta clasificación aducen que una clasificación filogenética echa luz y permite una revisión de los caracteres morfológicos y en sentido más amplio de la biología de los taxones, y que es la más indicada cuando se trabaja con preguntas sobre la evolución y la fitogeografía de los taxones involucrados.

## Ecología y evolución de monilofitas
El clado de las monilofitas comprende a más de 10 000 especies de plantas y es por lo tanto, el segundo grupo más grande de plantas vasculares, sólo superado en número por las angiospermas (que se estima que poseen la asombrosa cantidad de 250.000 a 300.000 especies vivas). Según el registro fósil, las monilofitas sufrieron un marcado aumento de su diversidad y abundancia en el Carbonífero y el Jurásico, pero el registro fósil cae bruscamente durante el Cretácico (hace 140~75 millones de años). El registro fósil muestra también que las angiospermas se diversificaron justo en esa época, llegando a dominar la flora a fines del Cretácico. Muchos de los géneros actuales de helechos aparecieron por primera vez recién a principios del Terciario.
En particular, llama la atención la enorme diversidad presentada por los polypodiales, clado que representa a más del 80 % de las especies de helechos actuales (que las clasificaciones tradicionales tendieron a dividir en una gran cantidad de órdenes como Pteridales, Aspidiales, Aspleniales, etc.). En el registro fósil, la gran mayoría de los helechos encontrados en el Terciario corresponden a este clado. Los fósiles más antiguos encontrados de polypodiales son esporangios y raíces que datan de principios del Cretácico. ¿En qué época se diversificaron los helechos actuales? El registro fósil de los helechos del Cretácico es muy pobre, por lo que no puede dar esa respuesta, pueden haberse diversificado en cualquier momento desde principios del Cretácico hasta el Terciario. Schneider et al. (2004) le atribuyen esta falta de información principalmente a 3 causas:
1. La mayor parte de los estudios paleobotánicos se enfocaron en las angiospermas, dejando de lado los helechos.
2. Muchos polypodiales son epífitos o ocupan nichos ecológicos que es más improbable que queden bien conservados como fósiles.
3. Las esporas de los polypodiales del Cretácico, a diferencia de las de los actuales, sufrían un desprendimiento de perina ("perina detachment"), por lo que eran planas y sin ornamentos, lo que borra la posibilidad de determinar a qué helecho pertenecían.
Esta pobreza en el registro fósil no le impidió a los investigadores crear sus hipótesis, de hecho la evidencia fósil de la caída de la diversidad de helechos sumada a la diversificación sufrida por las angiospermas durante el Cretácico, ha llevado a la creencia generalizada de que los helechos, que anteriormente habían sido un componente principal de los ecosistemas terrestres, sucumbieron ante la predominancia ecológica de las angiospermas, y que los que sobreviven en la actualidad deben ser en su mayor parte relictos de aquellos que evolucionaron en el Paleozoico y el Mesozoico temprano. Aun así, muchos de los géneros actuales de helechos aparecieron por primera vez recién a principios del Terciario, lo cual nos ofrece un escenario evolutivo completamente diferente, en el que la diversificación de los helechos como los conocemos hoy en día, parece haber ocurrido después de la diversificación de las angiospermas.
Hoy en día, nuevos árboles filogenéticos de los helechos y de las angiospermas, altamente consensuados, nos ayudan a comprender los sucesos evolutivos acontecidos en esa época y a explicar los hallazgos en la evidencia fósil. Con esos árboles filogenéticos se pueden hacer aproximaciones moleculares de la estimación de la edad de divergencia de cada clado, pero debido a las limitaciones que tienen en su poder predictivo, algunos autores han empezado a optar por agregar a sus estimaciones moleculares de edad la información obtenida por el registro fósil, con el que crean cotas a la fecha de divergencia de cada clado. Esta integración de las aproximaciones moleculares con las edades obtenidas por el registro fósil, ha demostrado ser una herramienta cada vez más poderosa para identificar tendencias y eventos de especiación y evolución (Soltis et al. 2002).
Utilizando estimaciones del momento de la especiación de los helechos y de las angiospermas basados en datos moleculares acotados por estimaciones de edad obtenidas del registro fósil, Schneider et al. (2004) hipotetizan que el clado de los helechos polypodiales se diversificó en el Cretácico, después de la diversificación de las angiospermas. Según esos autores, esto sugiere que este clado se diversificó de forma oportunista, aprovechando nuevos nichos ecológicos provistos por el nuevo ambiente dominado por angiospermas (Schneider et al. 2004).
|  |